# Труш, Мирон Иванович
Мирон Иванович Труш (1908—1978) — украинский советский спортсмен. Сын художника Ивана Труша, внук Михаила Драгоманова. Чемпион мира по стрельбе из лука в составе сборной Польши (командный зачёт).

## Биография
Родился в семье Ивана Труша и Ариадны (Рады) Драгомановой. У Мирона была сестра Ариадна и брат Роман, который также стал спортсменом (стрельба из лука), Заслуженный тренер Украины.
В 1937 году в составе сборной Львова вместе Мирон Труш с братом Романом, Казимиром Маевским стали победителями чемпионата Польши, завоевали право поехать на чемпионат мира в Париже. Роман не получил увольнения с работы, поэтому туда из братьев поехал только Мирон, откуда привёз золотую медаль в командных соревнованиях, занял седьмое место в личном зачете.
Помимо стрельбы из лука играл в хоккей за команду спортивного общества «Украина». В мае 1941 года братья Мирон и Роман Труши получили в обкоме физической культуры путёвки в Москву в столичные команды «Спартак», «Динамо» и ЦСКА, где должны были обучать игре в хоккей с шайбой, но эти планы сорвала война. По её окончании Мирон Труш всё-таки приступил к тренерской работе. Учеником Мирона Труша был советский хоккеист Всеволод Бобров. Именно Мирон научил его делать известный бросок, который позже начали называть «финтом Боброва». Во время его выполнения хоккеист объезжает ворота и забрасывает шайбу.
Репрессирован советской властью (почти десять лет провёл в Сибири), благодаря настойчивой переписке матери Мирона Труша с Берией его вернули во Львов, после чего он уехал в Польшу, где умер в 1978 году.